# 황병주
황병주(한국 한자: 黃炳柱, 1984년 3월 5일 ~)는 대한민국의 전 축구 선수다.
숭실대학교 축구부 시절인 2006년에 전국대학축구선수권대회에서 팀을 우승으로 이끌며 MVP를 수상했다. 이후 2007 시즌을 앞두고 대전에 1차로 지명되었으며 대전 시티즌과 대전 한국수력원자력 축구단을 거친 후 은퇴했다.